# Relationer mellan Belarus och Sverige
Relationer mellan Sverige och Belarus är de bilaterala relationerna mellan Sverige och Belarus. Båda staterna upprättade diplomatiska förbindelser 1992. Belarus har en ambassad i Stockholm. Sverige har en ambassad i Minsk.
Den 7 november 2004 började Radio Sweden sända på belarusiska där man genom att berätta om Sverige som demokrati hoppas stödja demokratiseringsprocessen i Belarus.

## Diplomatisk kris
Den 3 augusti 2012 meddelade utrikesminister Carl Bildt att Belarus utvisar Sveriges ambassadör i Minsk, detta efter att han påstås ha tagit kontakt med oppositionen i landet. Carl Bildt menade att anklagelserna mot ambassadören saknade grund och att "Lukasjenko-regimens utvisning av Sveriges ambassadör till Vitryssland är ett grovt brott mot normerna för relationerna mellan stater." Därav valde Sverige att direkt utvisa två belarusiska diplomater från landet samt att inte tillåta den nya belarusiska ambassadören att anlända till Stockholm. Detta ledde i sin tur att Belarus valde att utvisa samtliga svenska diplomater samt att stänga sin ambassad i Stockholm.